# Aeromobile per la guerra elettronica

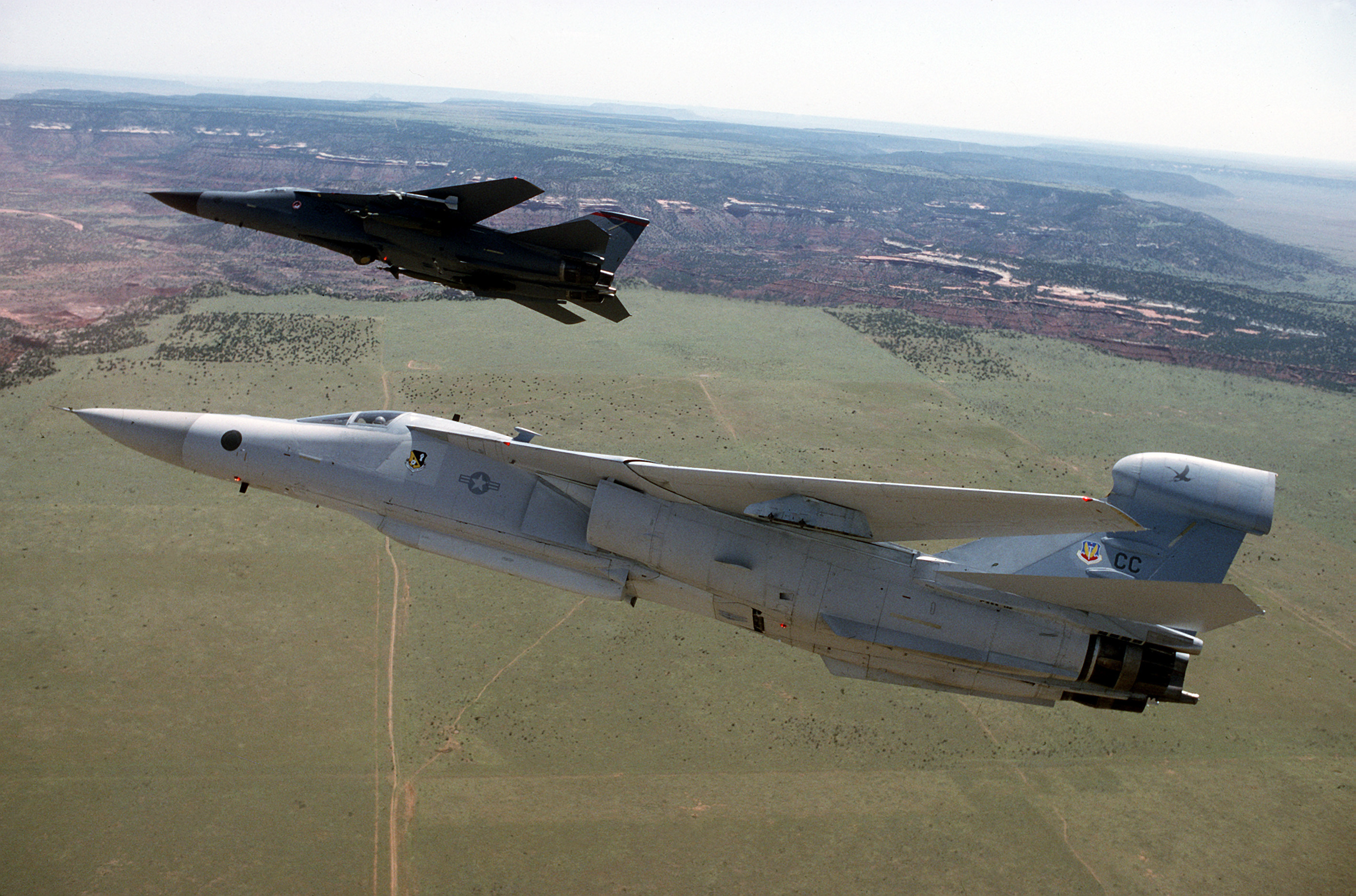
In primo piano un General Dynamics/Grumman EF-111A Raven con in vista il pod di coda per la ricezione dei segnali e il pod inferiore per la trasmissione, insieme ad un F-111F

Un aeromobile per la guerra elettronica è un aereo militare o un elicottero militare equipaggiato per la guerra elettronica (in inglese Electronic Warfare - EW) cioè progettato per approfondire e contrastare il funzionamento dei sistemi radar e radio nemici.
Nel 1943 alcuni Avro Lancaster britannici vennero dotati di lanciatori di chaff per accecare i radar tedeschi della difesa aerea. Vennero in seguito affiancati da aerei del No. 100 Group RAF con equipaggiamenti speciali che operavano con alcuni Handley Page Halifax, Consolidated B-24 Liberator e Boeing B-17 Flying Fortress che avevano installati vari sistemi di radar jamming quali il Carpet, Airborne Cigar, Mandrel, Jostle e Piperack.
Tra gli aerei di epoca recente progettati o modificati per la guerra elettronica vi sono:
- Northrop Grumman EA-6B Prowler (USA)
- General Dynamics/Grumman EF-111A Raven (USA)
- EC-130H Compass Call (USA)
- EA-18G Growler (USA)
- Tornado ECR (Germania e Italia)
- Alenia G.222 (Italia)
- EF-10B Skynight (USA)
- Antonov An-12BK-PPS (Unione Sovietica)
- Ilyushin Il-28 (Unione Sovietica)
- Xian H-6 (Cina)
- Shaanxi Y-8 (Cina)
- English Electric Canberra (Regno Unito)
- Hawker Siddeley Nimrod (Regno Unito)
- Transall C-160 (Francia e Germania)
- Kawasaki C-1 (Giappone)
- NAMC YS-11 (Giappone)

Tra gli elicotteri di epoca recente progettati o modificati per la guerra elettronica vi sono:
- Mil Mi-8PP (Unione Sovietica)